# Ignace Murwanashyaka
Ignace Murwanashyaka (Butare, 14 maggio 1963 – Mannheim, 16 aprile 2019) è stato un militare ruandese, ex leader delle Forze Democratiche per la liberazione del Ruanda, un gruppo ribelle Ruandese Hutu operante nella Repubblica Democratica del Congo, responsabili di violazioni dei diritti umani e crimini contro l'umanità, compreso lo stupro su larga scala..

## Biografia
Murwanashyaka ha studiato nella Germania Ovest. Nel novembre 2005 è entrato nella lista nera da parte delle Nazioni Unite per la violazione dell'embargo sulle armi (embargo attuato al fine di promuovere la pace nella Repubblica Democratica del Congo) e venne sottoposto ad un divieto di viaggio ed al sequestro dei beni. È stato arrestato il 7 aprile 2006 a Mannheim, in Germania per la violazione delle leggi sull'immigrazione e rilasciato poco dopo. Il 26 maggio 2006 è stata aperta un'indagine preliminare contro di lui per "sospetto iniziale di coinvolgimento in crimini contro l'umanità nella Repubblica Democratica del Congo", ma l'accusa è stata poi ritirata. Il Ruanda ha indicato che avrebbe cercato la sua estradizione per presunti crimini commessi durante il genocidio ruandese e ha emesso un mandato di arresto.
È stato nuovamente arrestato il 17 novembre 2009 dalle autorità tedesche. Il processo per lui e il suo presunto aiutante Straton Musoni è iniziato il 4 maggio 2011 in principio all'Oberlandesgericht di Stoccarda. Sono  stati accusati di vari capi d'accusa tra cui crimini di guerra e crimini contro l'umanità secondo la Völkerstrafgesetzbuch. Il loro processo è il primo che si terrà in Germania in base a questa legge.